# Moussey (peuple)
Pour les articles homonymes, voir Moussey.
Les  Musey  sont une population d'Afrique centrale vivant principalement au Tchad dans la région du Mayo-Kebbi Est, également à l'Extrême-Nord du Cameroun, dans l'arrondissement de Gobo.

## Ethnonymie
Selon les sources et le contexte, on observe différentes formes : Bananna, Mosi, Moussei, Musei, Musey, Museyna, Mussoi, Mussoy ou Mousseye.

## Langue
La population parle le mousseye, une langue tchadique, dont le nombre total de locuteurs est estimé à 229 000 au début des années 2000.
Au Tchad on en comptait 209 000 (2006) et au Cameroun 20 000.

## Galerie

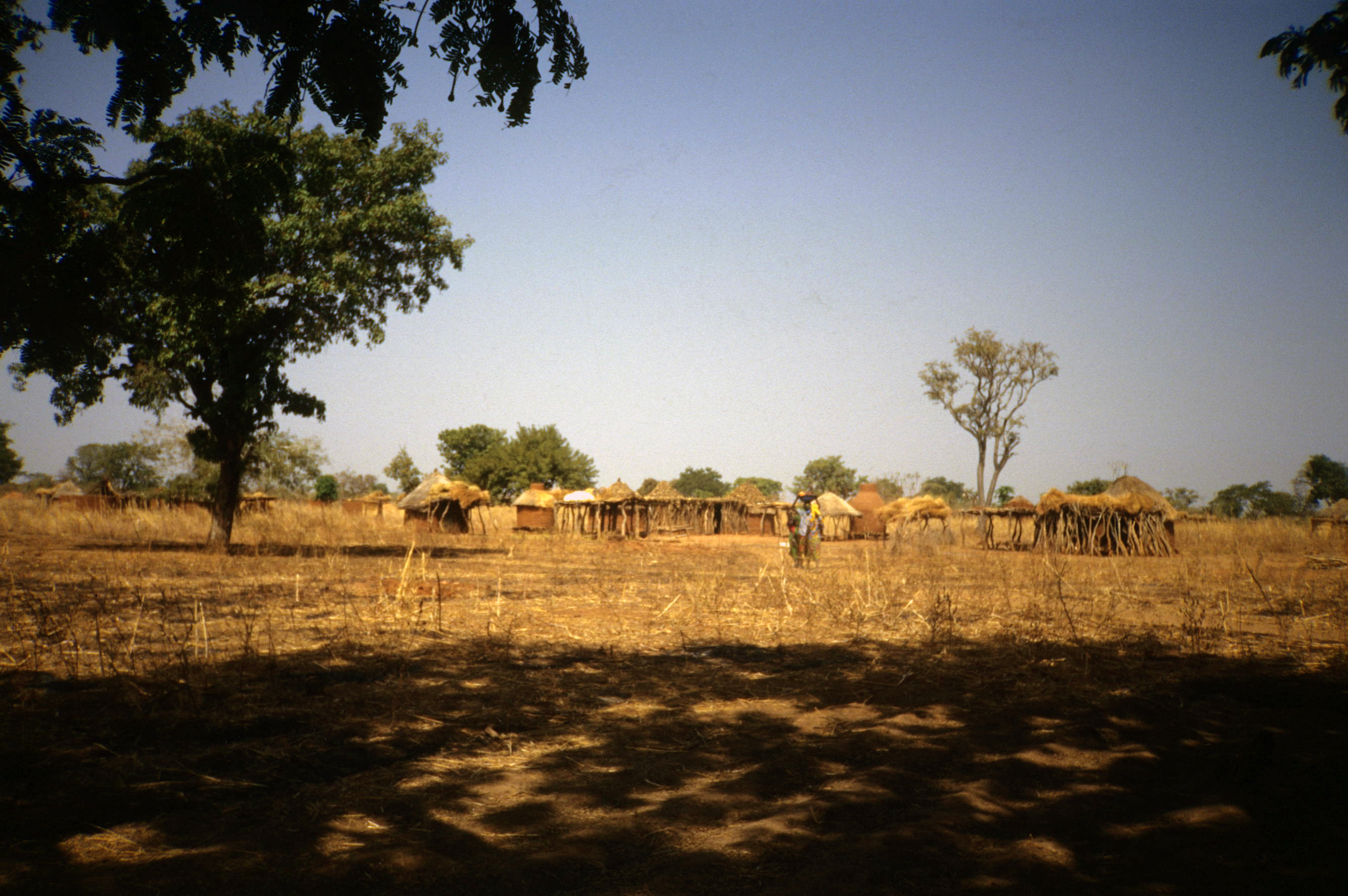
Greniers.
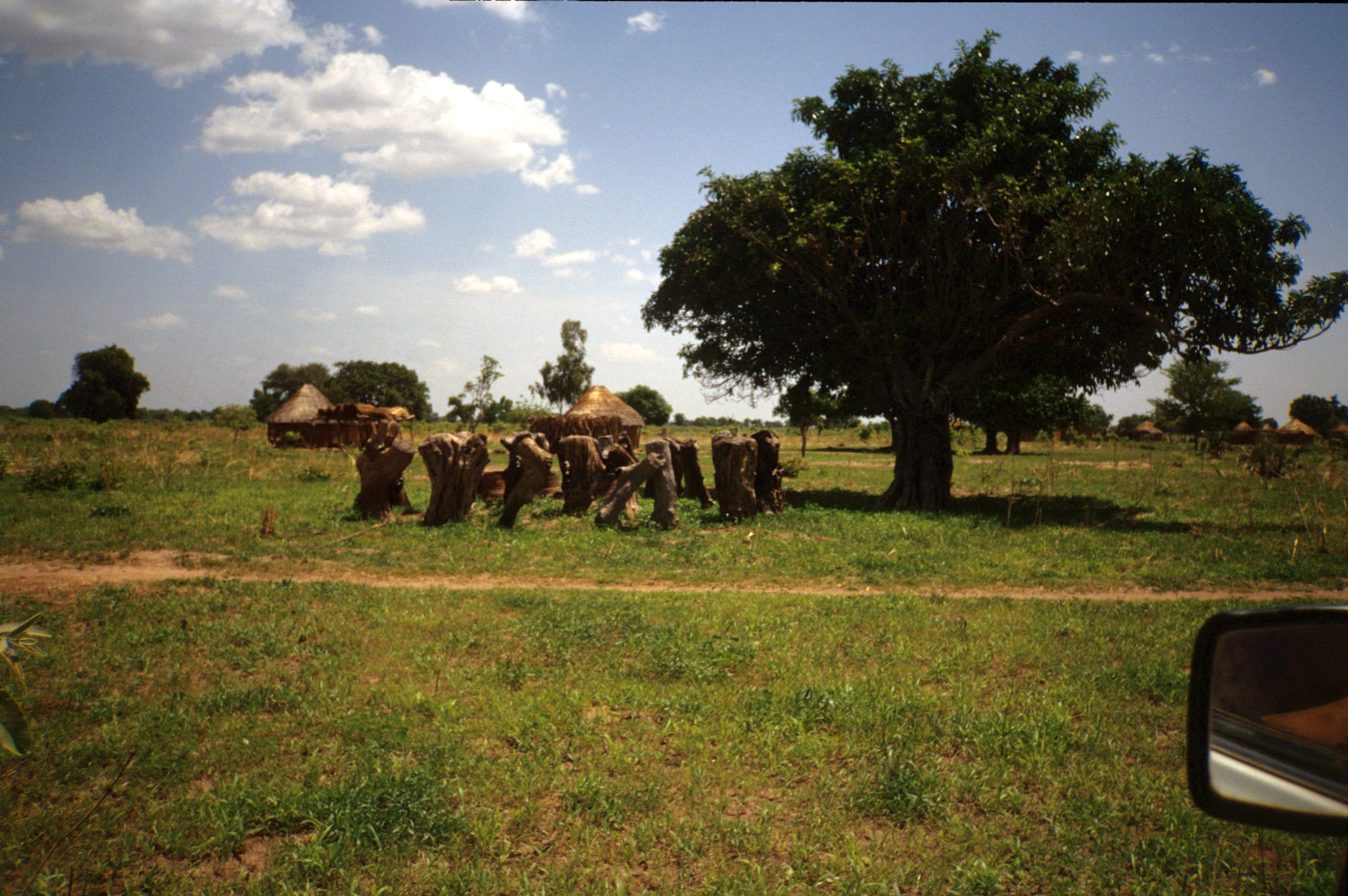
Tombes
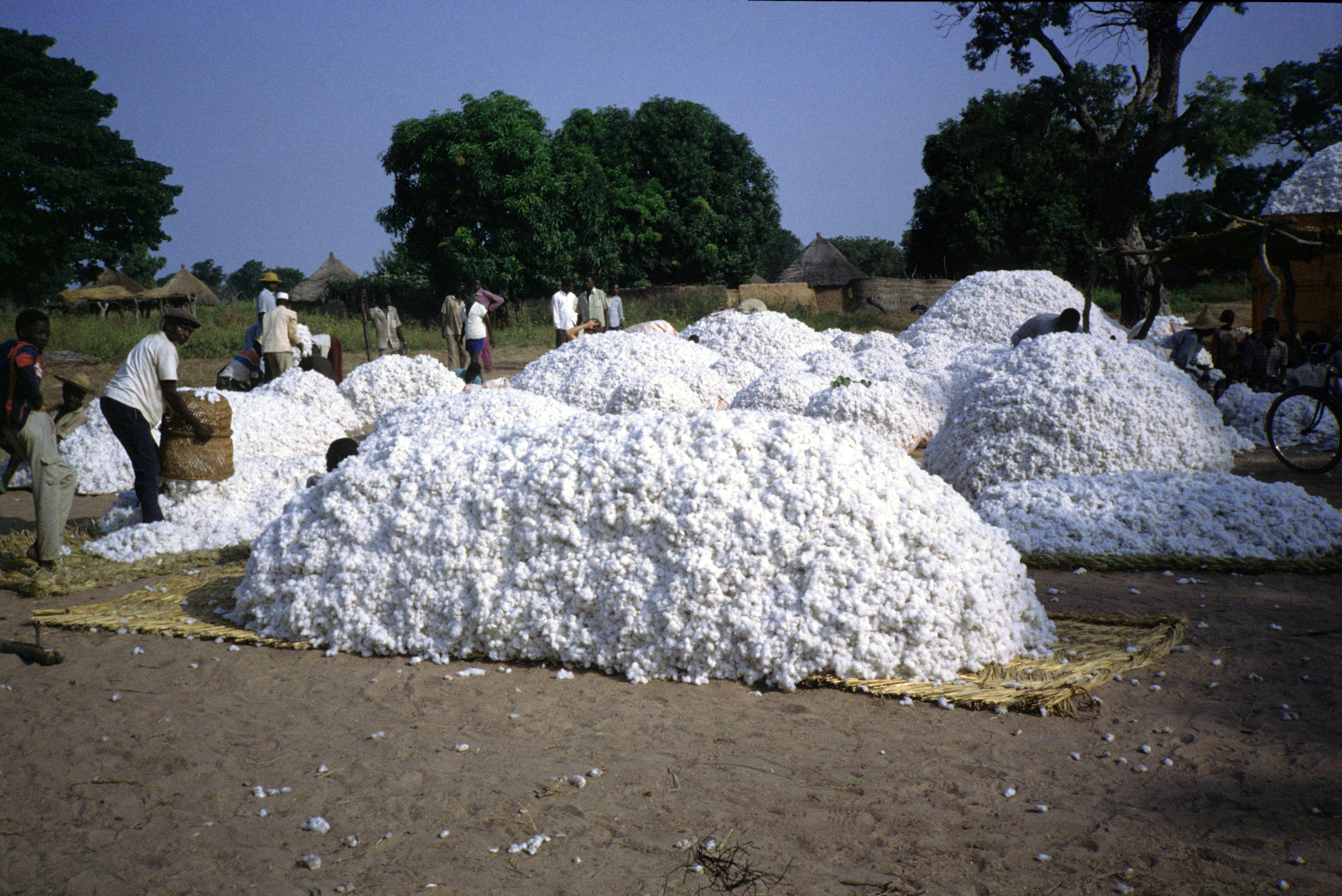
Marché au coton.
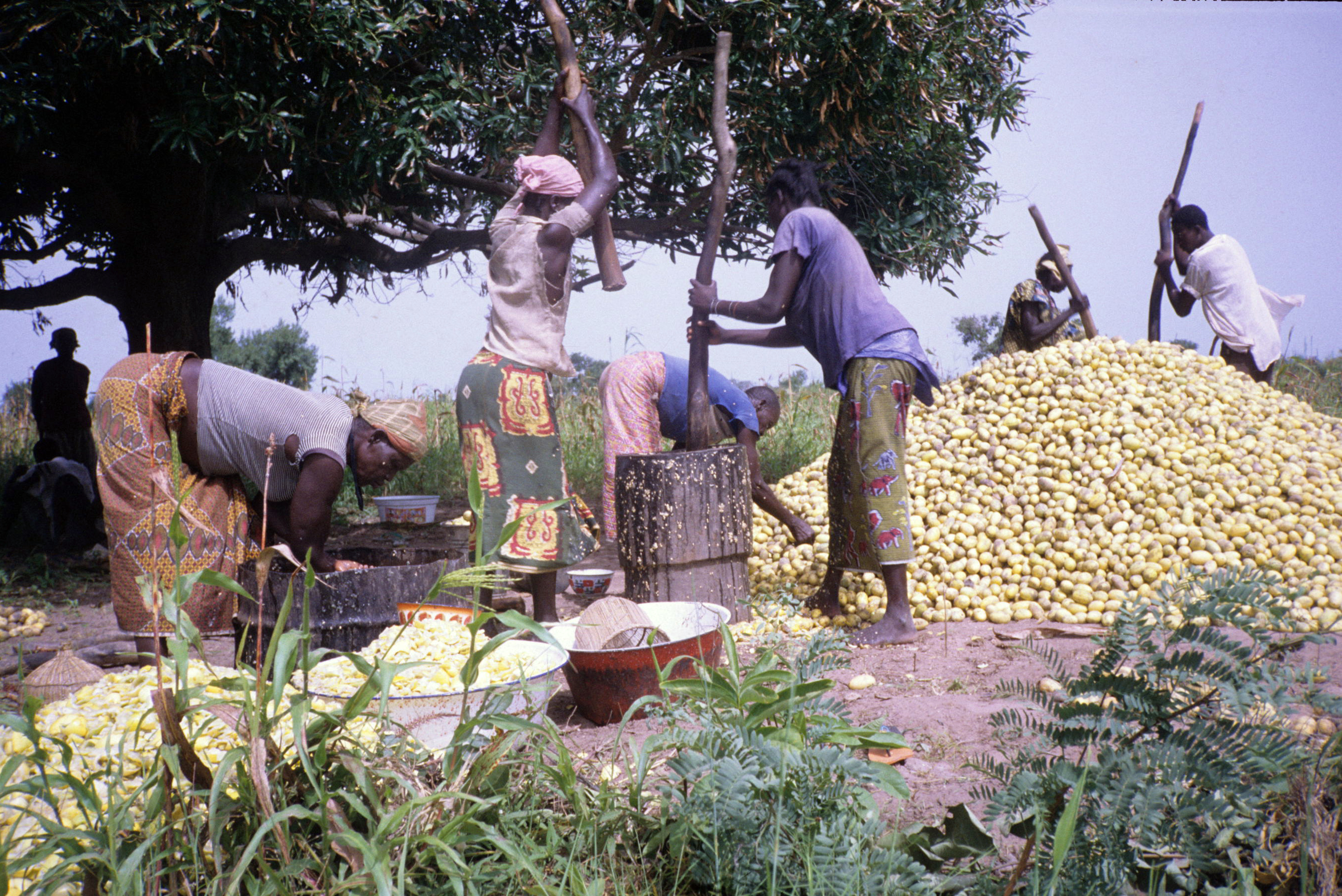
Pilage des concombres

### Filmographie
- Foulina : possédés du pays Mousseye, film documentaire d'Igor de Garine, CNRS Images, Meudon, 2005, 33 min (DVD) ; cop. 1966
- Initiation : rites de passage chez les Mousseye, Tchad-Cameroun, film documentaire d'Igor de Garine, CNRS Images, Meudon, 2008, 29 min (DVD) ; cop. 1973